# Waterford Wolves
I Waterford Wolves sono una squadra di football americano, di Waterford, in Irlanda, fondata nel 2011. Hanno vinto una IAFL1.

## Dettaglio stagioni

### Tornei nazionali

#### Campionato

##### Shamrock Bowl Conference
| Stagione | regular season | regular season | regular season | regular season | regular season | regular season | playoff | playoff | playoff | playoff | playoff | playoff   | playoff    |
|          | Vin            | Par            | Per            | Tot            | PF             | PS             | Vin     | Per     | Tot     | PF      | PS      | risultato | avversaria |
| -------- | -------------- | -------------- | -------------- | -------------- | -------------- | -------------- | ------- | ------- | ------- | ------- | ------- | --------- | ---------- |
| 2014     | 0              | 0              | 8              | 8              | 19             | 220            | -       | -       | -       | -       | -       | -         | -          |
| Totale   | 0              | 0              | 8              | 8              | 19             | 220            | -       | -       | -       | -       | -       |           |            |

Fonti: Enciclopedia del Football - A cura di Roberto Mezzetti

##### IAFL1 Conference
| Stagione | regular season | regular season | regular season | regular season | regular season | regular season | playoff | playoff | playoff | playoff | playoff | playoff   | playoff       |
|          | Vin            | Par            | Per            | Tot            | PF             | PS             | Vin     | Per     | Tot     | PF      | PS      | risultato | avversaria    |
| -------- | -------------- | -------------- | -------------- | -------------- | -------------- | -------------- | ------- | ------- | ------- | ------- | ------- | --------- | ------------- |
| 2013     | 6              | 0              | 2              | 8              | 118            | 74             | -       | -       | -       | -       | -       | -         | -             |
| 2015     | 5              | 0              | 3              | 8              | 66             | 111            | 2       | 0       | 2       | 26      | 21      | Campioni  | Cork Admirals |
| 2016     | 3              | 0              | 5              | 8              | 92             | 111            | -       | -       | -       | -       | -       | -         | -             |
| 2019     | 1              | 0              | 7              | 8              | 29             | 326            | -       | -       | -       | -       | -       | -         | -             |
| Totale   | 15             | 0              | 17             | 32             | 305            | 622            | 2       | 0       | 2       | 26      | 21      |           |               |

Fonti: Enciclopedia del Football - A cura di Roberto Mezzetti

## Palmarès
- 1 IAFL1 Bowl (2015)